# Mesquite (Texas)
Mesquite város az USA Texas államában, Dallas és Kaufman megyében. Lakosainak száma 150 108 fő (2020. április 1.).

## Népesség
A település népességének változása:
| Lakosok száma | 139 824 | 143 484 | 150 108 |
|               | 2010    | 2013    | 2020    |